# Understanding and addressing adult sexual attraction to children
Understanding and addressing adult sexual attraction to children ("Compreender e abordar a atração sexual de adultos para crianças") é um livro de investigação da pesquisadora britânica Sarah D. Goode sobre a pedofilia na sociedade occidental contemporânea. A obra procura uma nova compreensão do assunto da pedofilia a fim de prevenir melhor o abuso sexual infantil. Para isso, Sarah D. Goode recorre a dados e estudos baseados em entrevistas com pedófilos (54 homens, 2 mulheres) realizados por ela mesma durante anos. A autora conclui que não existe um consenso claro entre academistas sobre o alegado caráter inerentemente prejudicial das relações sexuais entre adultos e menores sobre estes últimos e desmitifica algumas crenças falsas sobre os pedófilos espalhadas pelo sensacionalismo do pânico moral nas últimas décadas.